# Benny Feilhaber
Benny Feilhaber (Rio de Janeiro, 19 januari 1985) is een Amerikaans voetballer geboren in Brazilië. In januari 2018 verruilde hij Sporting Kansas City voor Los Angeles.

## Clubcarrière
Door zijn prestaties bij de jeugdteams van de Verenigde Staten trok Feilhaber de aandacht van scouts van Europese clubs. Uiteindelijk tekende Feilhaber in juli 2005 bij het Duitse Hamburger SV. In het seizoen 2005/2006 speelde Feilhaber voor het reserveteam van Hamburg. Zijn Bundesliga-debuut maakte hij op 12 oktober 2006 tegen Schalke 04. Zijn eerste basisplaats veroverde hij op 22 oktober 2006 waarin hij de gehele wedstrijd tegen Bayer Leverkusen speelde.
Op 10 augustus 2007 tekende hij een contract bij de Premier League-club Derby County. Feilhaber maakte zijn debuut op 17 september 2007 in een 1-0 winst op Newcastle United. Na het ontslag van trainer Billy Davies en de komst van trainer Paul Jewell kreeg Feilhaber weinig speeltijd. Tijdens de transferperiode van het seizoen 2007/2008 werd Feilhaber in verband gebracht met het Israëlische Maccabi Tel Aviv en het Amerikaanse New England Revolution. Geen van deze deals kwam echter tot stand en Feilhaber werd aan het eind van het jaar, na degradatie van Derby County, van zijn contract ontbonden.
Op 15 augustus 2008 tekende Feilhaber bij het Deense Aarhus GF. Hij maakte zijn debuut voor de club op 1 september 2008 in een wedstrijd die met 3-0 van FC Nordsjælland werd verloren. Hij scoorde zijn eerste doelpunt voor Aarhus op 27 juli 2009 tegen Randers en werd daarnaast verkozen tot Man van de Wedstrijd. Aarhus degradeerde naar het tweede niveau. Feilhaber gaf aan graag naar een grotere club te willen, maar de belangstelling bleef uit. Feilhaber was het volgende seizoen opnieuw een belangrijke speler bij degradant Aarhus. De club behaalde het ene resultaat na het andere en promoveerde het seizoen daarop alweer naar het hoogste niveau.
Op 16 april 2011, de laatste dag van de Amerikaanse transferperiode, verkocht Aarhus Feilhaber aan het Amerikaanse New England Revolution. Ook bij New England Revolution was hij een spelmaker, maar hij kon desondanks niet voorkomen dat New England een matig seizoen kende.
New England Revolution verlengde Feilhabers contract aan het einde van het jaar niet. Hij werd vervolgens naar Sporting Kansas City gestuurd. Feilhaber kreeg bij Kansas City een plaats in de basis. Halverwege het seizoen nam zijn speeltijd echter af. Trainer Peter Vermes gaf als reden dat Feilhabers conditie niet optimaal was. Feilhaber begon echter uitstekend aan het seizoen in 2015, met acht doelpunten en twaalf assists in de eerste eenentwintig wedstrijden, en werd al snel in verband gebracht met de 'MVP' prijs. In januari 2018 maakte Feilhaber de overstap naar de nieuw opgerichte club Los Angeles.

## Interlandcarrière
Feilhaber maakte zijn debuut voor het Amerikaanse nationale team op 25 maart 2007 tegen Ecuador. Zijn eerste doelpunt voor het nationale team maakte hij op 2 juni 2007 tegen China. Hij was belangrijk voor de Verenigde Staten in de finale van de CONCACAF Gold Cup 2007, waar hij de beslissende goal scoorde tegen Mexico.
Door zijn gebrek aan speeltijd bij Derby County kreeg Feilhaber een minder prominente rol bij het nationale team. Hij werd echter wel opgeroepen voor het elftal onder 23 dat uitkwam op de Olympische Zomerspelen 2008.
Na een jaar van afwezigheid bij het Amerikaans elftal werd Feilhaber in 2009 opgeroepen voor de wedstrijden in de FIFA Confederations Cup. Hij had een aandeel tegen Spanje, in de halve finale van het toernooi, door een aanval op te zetten die uiteindelijk tot een van de goals leidde die de Verenigde Staten tot de finale brachten. Hij had een basisplaats in de finale, die met 3-2 werd verloren van Brazilië. Feilhaber verving de geschorste Michael Bradley in die finale.
Feilhaber was een jaar later deel van de Amerikaanse selectie die deelnam aan het Wereldkampioenschap voetbal 2010 in Zuid-Afrika. Hij speelde in twee van de drie groepswedstrijden en was ook invaller in de achtste finales van het toernooi, waar de VS werd uitgeschakeld door Ghana.

## Erelijst
Sporting Kansas City
- MLS Cup

2013